# Żelazno (Ermland-Mazurië)

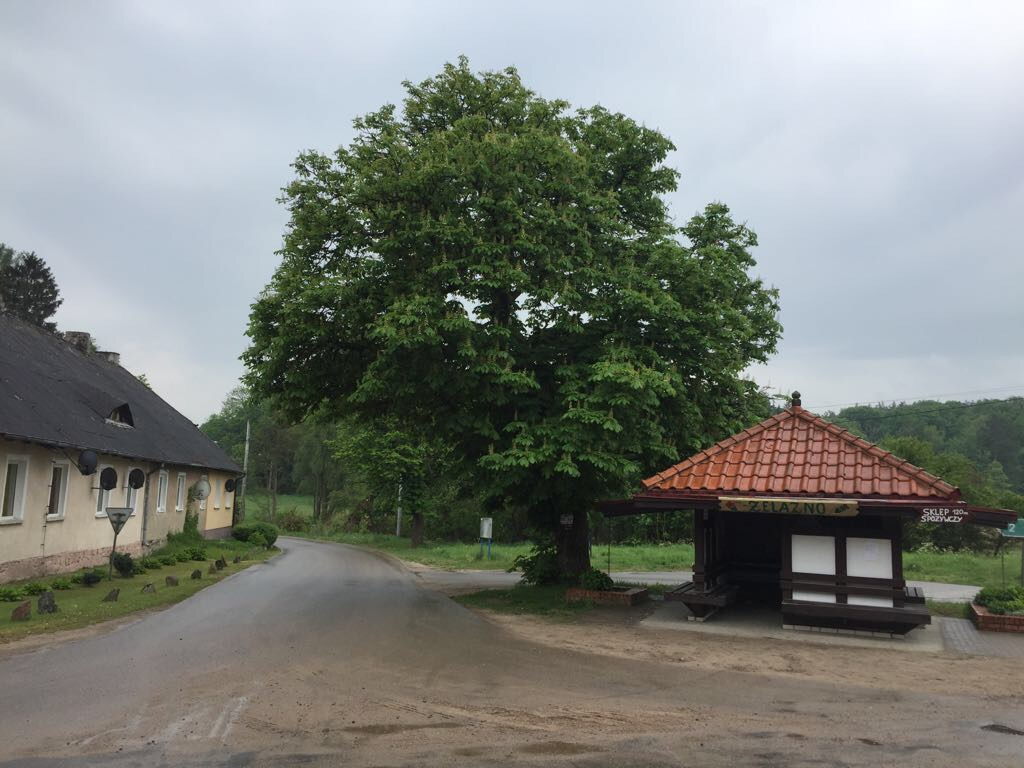
Centrale plein in Zelażno, met de bushalte

Żelazno (Duits: Seelesen) is een dorp in de Poolse woiwodschap Ermland-Mazurië. De plaats maakt deel uit van de gemeente Nidzica.

## Geografie
Dit dorp ligt in het westen van het Mazurisch Merenplateau, een morenengebied dat deel uitmaakt van de Baltische Landrug. Karakteristiek voor dit gebied zijn de talrijke meren, rivieren en zowel naald- als loofbomen.

## Verkeer en vervoer
- Het dorp is ontsloten met kleine buurtweggetjes. De dichtstbijzijnde hoofdweg is de Autosnelweg S7, op ca 10 km. Deze verbindt Gdańsk met Zakopane.
- Station Bujaki, binnen een km buiten Żelazno, verbindt Station Olsztynek vier keer per (werk)dag per richting met Station Działdowo.

## Sport en recreatie
- Door deze plaats loopt de Europese wandelroute E11. De E11 loopt van Den Haag naar het oosten, op dit moment de grens Polen/Litouwen. Ter plaatse komt de route van het noorden van Waplewo, en vervolgt via het zuidoostelijk gelegen Łyna natuurreservaat en Orłowo naar Brzeźno Łyńskie.